# Vilhelm från Poitiers
Vilhelm från Poitiers (franska Guillaume de Poitiers), född omkring 1020 i Préaux, död omkring 1088, var en fransk krönikeskrivare.
Vilhelm studerade i Poitiers, blev sedan kaplan åt hertig Vilhelm av Normandie och ärkedjäkne av Lisieux. Han var en av de första, som upptecknade historien om normandernas erövring av England. Han skrev nämligen mellan 1071 och 1077 en panegyrisk latinsk levnadsteckning över Vilhelm Erövraren, Gesta Guilelmi II, ducis Normannorum, av vilken bevarats den del, som behandlar åren 1047–1068. Vad som bevarats av Vilhelms arbete finns intaget i Duchesnes Historiæ normannorum scriptores (1619; ny upplaga 1808) och hos John Allen Giles, Scriptores rerum gestarum Wilhelmi Conquestoris (1845), samt översatt i Guizots Collection de mémoires relatifs à l'histoire de France (band 29, 1826).